# Antonio Vilar
Antonio Vilar fue un actor portugués. Nació en Lisboa (Portugal) el 31 de octubre de 1912 .  Tras breve carrera como periodista, pronto entró en la industria cinematográfica de Portugal como técnico de maquillaje, técnico de sonido, diseño de producción y ayudante de dirección.  Su primer papel estelar tuvo lugar en 1931 con A Severa, primer filme sonoro en portugués.  En los años 40 desarrolló una fecunda carrera como actor y productor en España y Portugal. Se le recuerda por sus personajes históricos en el cine español (vg. Cristóbal Colón en Alba de América, dirigido por Juan de Orduña). Retirado en 1981, murió en Madrid el 16 de agosto de 1995.

## Filmografía
Participó entre otras, en el rodaje de:
- 1947: Reina santa de Rafael Gil
- 1948: La vida encadenada de Antonio Fernández-Román
- 1948: La calle sin sol de Rafael Gil
- 1949 - Una mujer cualquiera de Rafael Gil
- 1950: Don Juan de José Luis Sáenz de Heredia
- 1951: Alba de América (Cristóbal Colón) de Juan de Orduña
- 1952: El Judas de Ignacio F. Iquino
- 1953: Fuego en la sangre de Ignacio F. Iquino
- 1954: Maleficio (episodio español dirigido por Florián Rey)
- 1955: Los hermanos corsos de Leo Fleider
- 1955: La Quintrala, doña Catalina de los Ríos y Lisperguer de Hugo del Carril
- 1955: El festín de Satanás de Ralph Pappier
- 1956: Embajadores en el infierno de José María Forqué
- 1961: Cuidado con las personas formales de Agustín Navarro
- 1964: Proceso a la ley de Agustín Navarro
- 1973: Disco rojo de Rafael Romero Marchent

## Premios
Medallas del Círculo de Escritores Cinematográficos
| Año  | Categoría                                            | Película                                         | Resultado |
| ---- | ---------------------------------------------------- | ------------------------------------------------ | --------- |
| 1948 | Premio especial a extranjeros en películas españolas | Mare Nostrum La vida encadenada La calle sin sol | Ganador   |
| 1950 | Premio especial a actor principal                    | Don Juan                                         | Ganador   |
| 1951 | Premio especial a actor principal                    | Alba de América                                  | Ganador   |
| 1952 | Premio especial a actor principal                    | El Judas                                         | Ganador   |
| 1956 | Medalla al mejor actor principal                     | Embajadores en el infierno                       | Ganador   |